# Arbeitsgemeinschaft Heiz- und Wasserkostenverteilung
Die Arbeitsgemeinschaft Heiz- und Wasserkostenverteilung e. V. (ARGE HeiWaKo) war ein deutscher Wirtschaftsverband, der die Interessen der Mess- und Dienstleistungsunternehmen für die verbrauchsabhängige Abrechnung von Heiz-, Warm- und Kaltwasserkosten in Deutschland vertrat. Die ARGE HeiWaKo ging im März 2024 zum Bundesverband für Energie- und Wasserdatenmanagement e.V. (bved)über.
Die im Fachverband zusammengeschlossenen Mess- und Dienstleistungsunternehmen betreuen nach eigenen Angaben rund 80 % des deutschen Wohnungsbestandes in Mehrfamilienhäusern. Der Verband hatte seine Geschäftsstelle in Bonn und seit 2019 ein Büro in der Bundeshauptstadt Berlin. Nach der Transformation zum bved verlegte der Bundesverband seine Geschäftsstelle vollständig nach Berlin. Die ARGE HeiWaKo ist in das Lobbyregister für die Interessenvertretung gegenüber dem Deutschen Bundestag und der Bundesregierung eingetragen.
Am 15. März 2024 wuchs die ARGE HeiWaKo zum Bundesverband für Energie- und Wasserdatenmanagement (bved). Damit verbunden war nicht nur ein neuer Auftritt und der Wechsel des Hauptsitzes nach Berlin, sondern auch eine breitere inhaltliche Positionierung. Reagiert wurde vorrangig auf die größer werdenden Herausforderungen von Klimawandel, CO2-freier Energieversorgung und Ressourcen-Effizienz.

## Geschichte
Am 14. Oktober 1976 wurde in Frankfurt am Main zunächst die Gütegemeinschaft Heizkostenverteilung gegründet, die sich insbesondere die Qualitätsförderung und den Verbraucherschutz zum Ziel gesetzt hatte.
Am 30. Mai 1978 konstituierte sich in Stuttgart die heutige Arbeitsgemeinschaft Heiz- und Wasserkostenverteilung e. V., mit dem Vereinsziel, die Zusammenarbeit mit Behörden sowie wirtschaftlichen und sonstigen Einrichtungen zu pflegen und bei der Vorbereitung und Durchführung gesetzlicher Maßnahmen mitzuwirken. Weiteres Ziel ist es, die wirtschaftliche und technische Entwicklung zu fördern und bei der Gestaltung von Normen und Richtlinien mitzuarbeiten.

## Fachpublikation
Seit Mai 1986 gibt der Verband eine Fachpublikation mit dem Titel „Die Heizkostenabrechnung“ (HKA) heraus. Dieses Periodikum behandelt Fragen und Themenfelder um Heizung, Energieeinsparung, Wasserkostenabrechnung, Rauchwarnmelder und Legionellenprüfung. Die HKA wird weiterhin vom bved veröffentlicht und erscheint elf Mal jährlich.

## Mitglieder
- BFW Werner Völk GmbH
- Brunata-Metrona Gruppe mit Sitz in Hamburg, Hürth und München
- EAD Eutermoser Abrechnungsdienst GmbH
- Ista SE
- KALORIMETA GmbH
- Minol Messtechnik W. Lehmann GmbH & Co. KG
- Techem Energy Services GmbH
- FHW Fachvereinigung Heizkostenverteiler Wärmekostenabrechnungen e.V.